# Юрковский сельсовет (Дагестан)
Юрковский сельсовет — административно-территориальная единица и  муниципальное образование со статусом сельского поселения в Тарумовском районе Дагестана Российской Федерации.
Административный центр — село Юрковка.

## Население
| 2002  | 2010  | 2012  | 2013  | 2014  | 2015  | 2016  |
| ----- | ----- | ----- | ----- | ----- | ----- | ----- |
| 1952  | ↗1978 | ↗2033 | ↗2039 | ↗2079 | ↗2119 | ↗2134 |
| 2017  | 2018  | 2019  | 2020  | 2021  | 2023  | 2024  |
| ↘2132 | ↗2155 | ↗2188 | ↘2184 | ↗2253 | ↘2233 | ↗2252 |

## Состав
| № | Населённый пункт | Тип населённого пункта       | Население |
| - | ---------------- | ---------------------------- | --------- |
| 1 | Привольный       | село                         | ↗511      |
| 2 | Юрковка          | село, административный центр | ↗1742     |

### Упразднённые населённые пункты
Карабаглы — упразднённая железнодорожная станция (тип населённого пункта).